# Frédéric Née
Fréderic Née (Bayeux, 18 de abril de 1975) é um ex-futebolista profissional francês que jogava na posição de atacante. 

## Carreira
Em clubes, fez sucesso pelo Bastia, onde atuou em 183 jogos e marcou 48 gols. Defendeu ainda o Caen e o Lyon, pelo qual foi bicampeão nacional em 2001 e 2002. Encerrou a carreira após uma sequência de lesões.

## Seleção
Disputou a Copa das Confederações de 2001, na qual a seleção de seu país foi campeã. Na campanha do título, disputou apenas um jogo, contra a Austrália, que foi também a única vez que Née disputou uma partida oficial pelos Bleus.

## Títulos
França
- Copa das Confederações: 2001